# Cliff Leeming
Cliff Leeming (2 tháng 2 năm 1920 - tháng 2 năm 2014) là một cầu thủ bóng đá người Anh, thi đấu ở vị trí tiền đạo ở Football League cho Tranmere Rovers.
Ông là con trai của cựu cầu thủ Bury, Joe Leeming.